# بوتي بلس
بوتي بلس (بالإنجليزية: Boti Bliss)‏ هي ممثلة أمريكية، ولدت في 23 أكتوبر 1975 في الولايات المتحدة.

## أعمال

### مسلسلات
- ميامي

## وصلات خارجية
- بوتي بلس على موقع IMDb (الإنجليزية)
- بوتي بلس على موقع روتن توميتوز (الإنجليزية)
- بوتي بلس على موقع ألو سيني (الفرنسية)
- بوتي بلس على موقع أول موفي (الإنجليزية)
- بوتي بلس على موقع قاعدة بيانات الفيلم (الإنجليزية)
- بوتي بلس على موقع كينوبويسك (الروسية)